# عمار ریحاوی
عمار ریحاوی (عربی: عمار ريحاوي؛ زادهٔ ۲۰ ژوئن ۱۹۷۵) بازیکن سابق و مربیفوتبال اهل سوریه است.
از باشگاه‌هایی که در آن بازی کرده‌است می‌توان به باشگاه ورزشی النصر کویت، باشگاه فوتبال الاتحاد (سوریه)، باشگاه فوتبال هومنتمن بیروت، باشگاه ورزشی الجیش (سوریه)، و باشگاه فوتبال الاتحاد کلبا اشاره کرد.
وی همچنین در تیم‌های ملی فوتبال زیر ۲۰ سال سوریه و سوریه بازی کرده‌است.